# Razia de Bella Unión
A Razia de Bella Unión foi uma ação militar liderada pelo então tenente Manuel Luís Osório contra bandoleiros de Bella Unión, no Uruguai, que estavam agindo em território brasileiro, saqueando posses de proprietários brasileiros. 

## Invasão
Em 1831, após recomendações de Bento Manuel Ribeiro, o então tenente Manuel Luís Osório prepara uma força para combater bandoleiros que estavam agindo na fronteira entre o Brasil e o Uruguai. 
Nesse mesmo ano, as forças de Osório entram em território uruguaio e marcham em rumo a Bella Unión, onde ocorre um confrontamento com vitória brasileira. Após isso, Osório inicia sua marcha de retorno ao Brasil, porém, é perseguido pelos bandoleiros que iniciaram um contra-ataque. 
Osório consegue chegar até a fronteira do Brasil com o Uruguai onde forma um centro defensivo que segura os atacantes até os mesmos desistirem.

## Consequências
A ação de Osório repercutiu na região, algo que enfurecei lideranças regionais, em especial Sebastião Barreto Pereira Pinto, marechal e rival político de Osório. Levando em consideração a rivalidade entre ambos e a ação militar de um oficial do exército em território estrangeiro sem o conhecimento dos oficiais superiores, em 1832 Osório é preso por ordens de Barreto no dia 8 de janeiro, mas, é solto em 11 de dezembro do mesmo ano. 
No Uruguai, o governo de Fructuoso Rivera começa a reprimir mais cruelmente os bandoleiros, visando evitar outra operação por parte dos brasileiros que poderia causar uma série de conflitos com as lideranças uruguaias.